# 多磨霊園

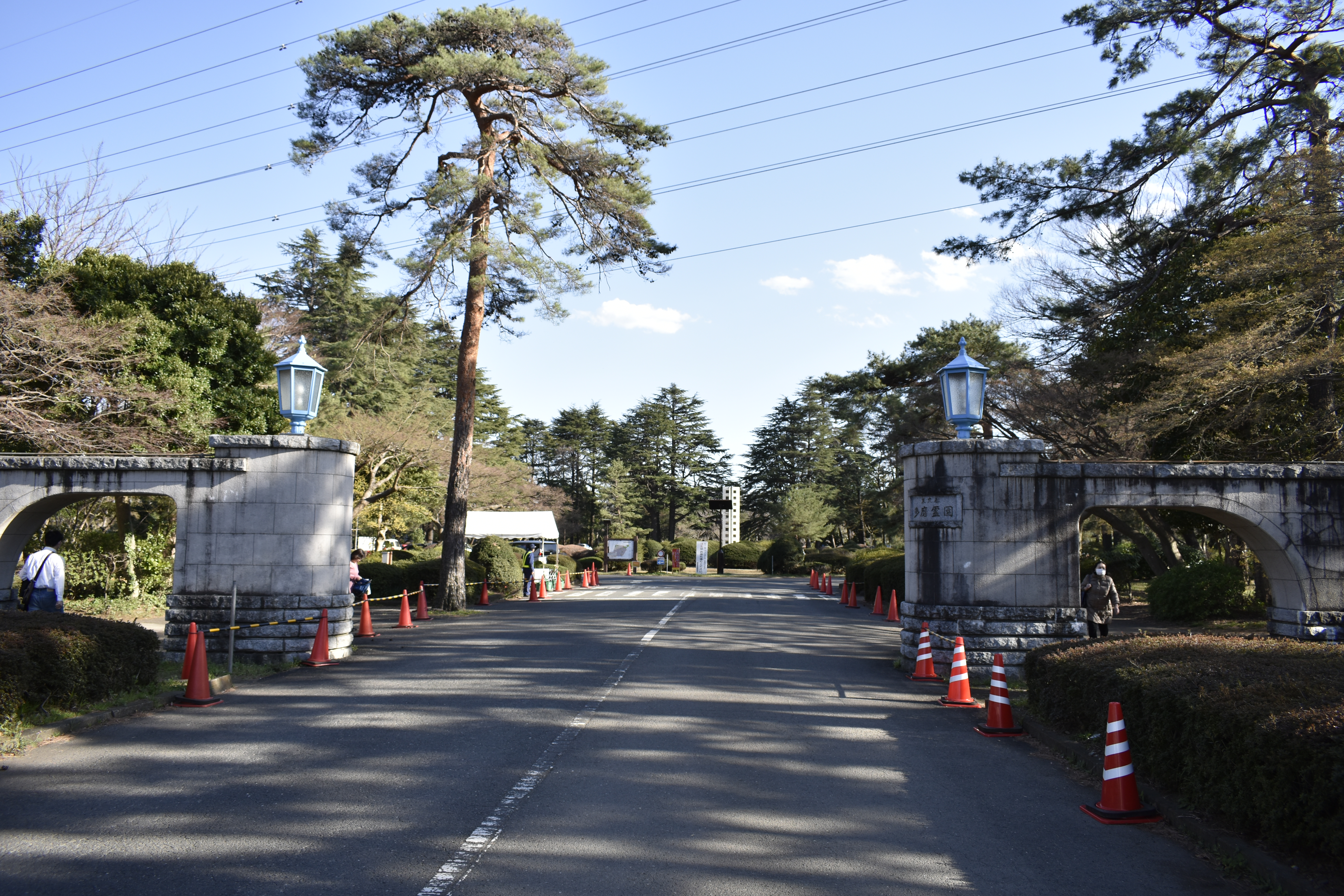
小金井門（2020年3月20日撮影）

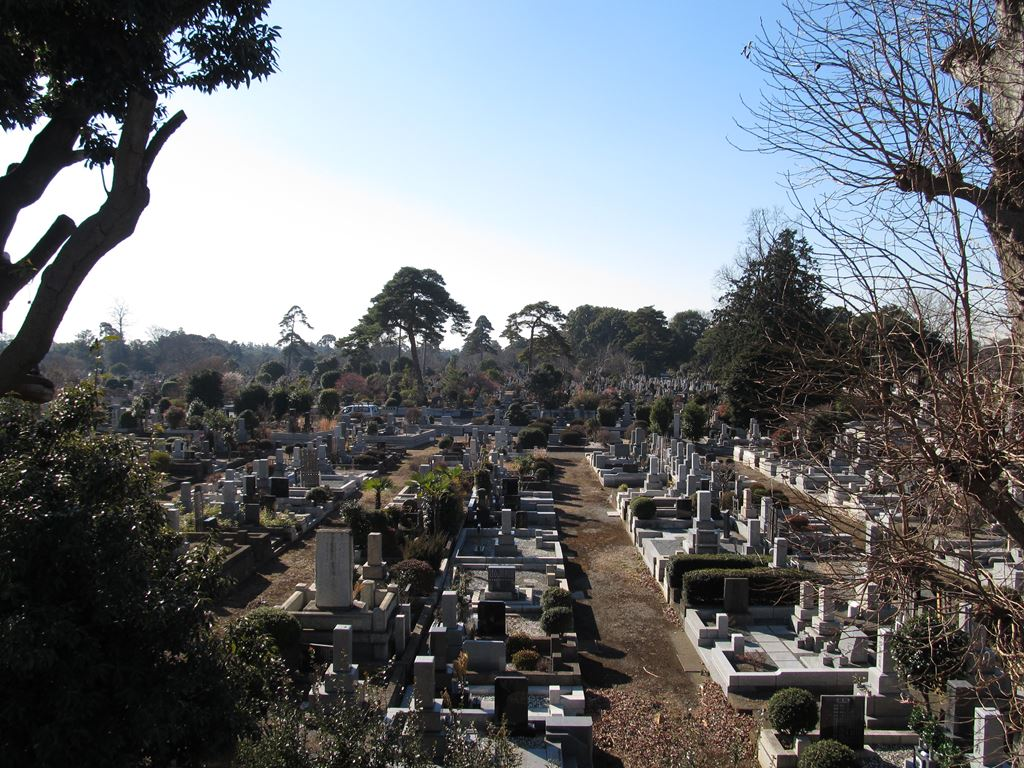
多磨霊園の内部

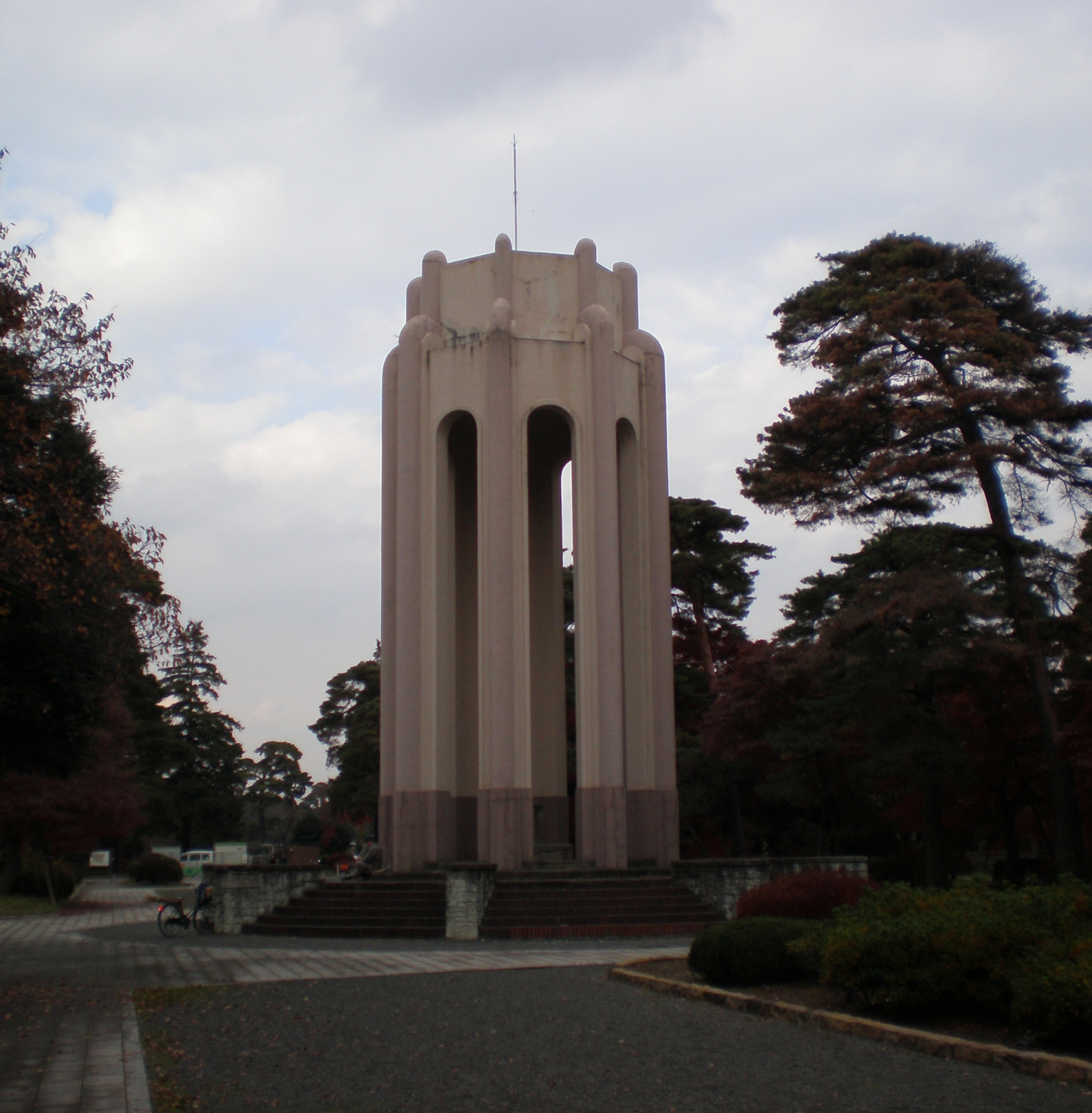
噴水塔

多磨霊園（たまれいえん）は、東京都府中市多磨町および小金井市前原町に所在する都立霊園である。日本初の公園墓地であり、以後の日本の墓地のありかたのひな型となった。面積は都立霊園としては最大の128ヘクタールで、東京ドーム27個分に相当する。
明治時代から大正時代にかけて東京市では墓地不足が進行していたため、1919年（大正8年）に墓地の新設計画が立てられ、1923年（大正12年）4月に当園が開設された。当初は多磨墓地といい、1935年（昭和10年）に多磨霊園と改称された。
長い歴史を持つ緑の多い公園墓地であり、著名人の墓も多数所在する。

## 歴史
1900年（明治33年）頃の東京市には、元々5つの公営墓地（青山墓地・谷中墓地・染井墓地・雑司ヶ谷墓地・亀戸墓地）があった。しかし、東京市の市街地化と人口増加に伴って墓地不足となり、東京市外での墓地の造営が必要になった。
東京市公園課長井下清による欧米諸国都市における墓地研究の結果、1919年（大正8年）に東京郊外の東・西・北に新たに広い公園墓地を整備する計画が提出された。そして、この計画を基にして1920年（大正9年）に東京市の西に当たる多磨村が選ばれ、その2年後には多磨墓地の造営が開始された。この場所が選ばれた理由としては、同地はほぼ未開地であったことや、郊外としては甲州街道や京王電気軌道・多摩鉄道・中央線などの交通網が揃っていたことが挙げられる。
造営開始から1年後の1923年（大正12年）に開園。開園当時の敷地面積は約100haであった。なお、当初の計画における残りの北と東の墓地は、それぞれ小平霊園と八柱霊園として完成した。
東京市街から離れていたこともあり、供用開始からしばらくは使用する者はあまり多くなかった。しかし、1934年（昭和9年）に東郷平八郎元帥海軍大将が名誉霊域（7区 特種 1側 1番）に埋葬されたことにより多磨墓地の名前が広まり、これ以降利用者が大幅に増え、現在のような人気の霊園の一つになった。後の1939年（昭和14年）には西側の28haが新たに開園し、現在の形となる。
近くに調布飛行場があることなどから、太平洋戦争後期は三式戦闘機の隠蔽や修理をするためにも使われた。今も一部の施設に機銃掃射の弾痕が残っている。
利用者の増加にともなって1963年（昭和38年）以降は新規区画がなくなり、現在では改葬整理などで空いた場所のみが使用募集されている。また、1962年（昭和37年）の芝生墓地や1993年（平成5年）の壁型墓地（13区）、ロッカー式納骨堂であるみたま堂・合葬式墓地などの土地を有効利用できる都市型の墓地も導入されている。
8カ所ある都立霊園の墓所を返還し施設変更制度（年3回受付）を利用すると、多磨霊園をはじめ小平霊園、八柱霊園のいずれかの合葬式墓地に改葬（納骨）できる。また、墓地使用者とその配偶者は合葬式墓地に生前予約することができる。

## 概況

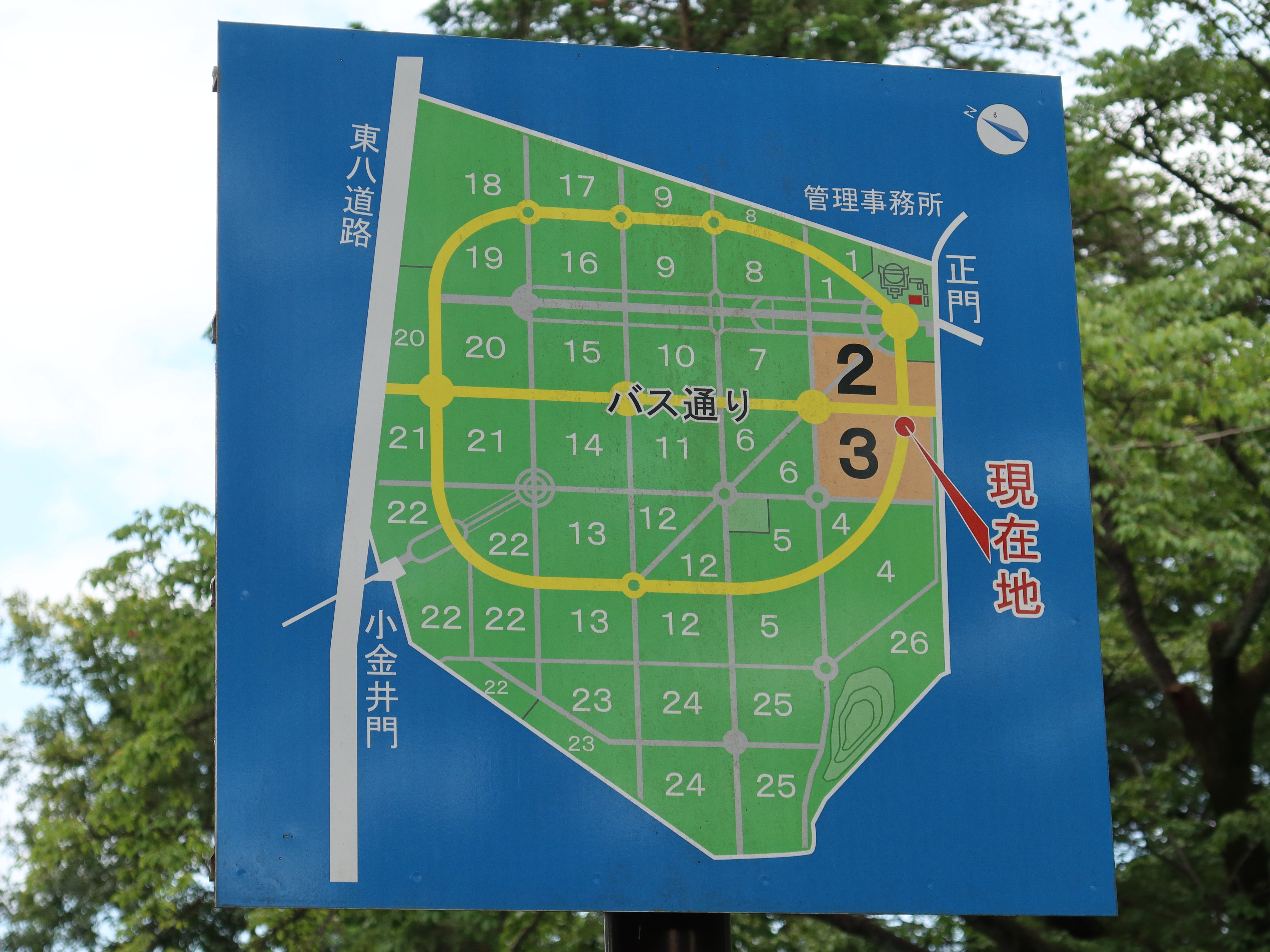
園内図

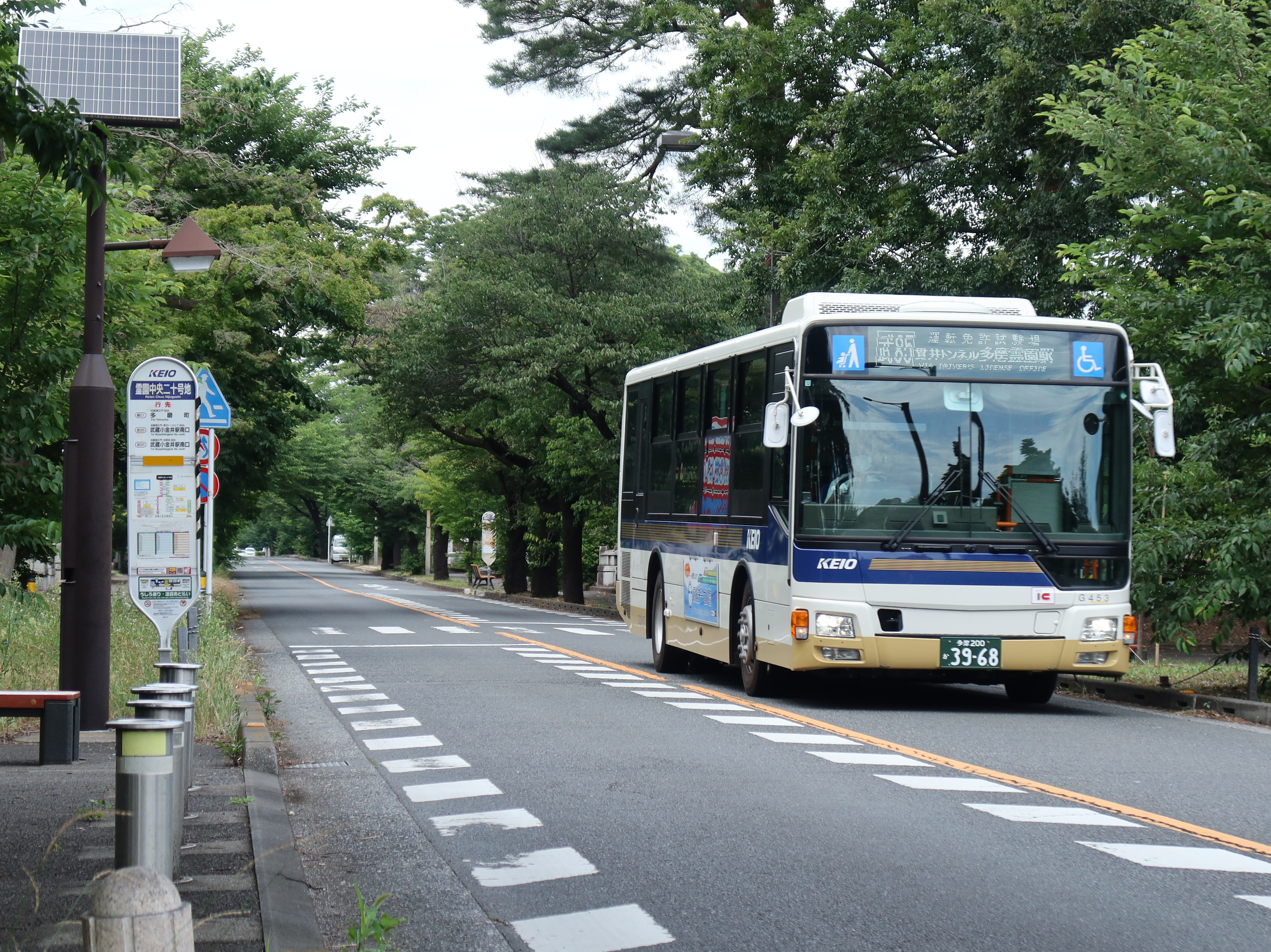
園内を走行する京王バス

府中市の北東端に位置し、敷地の北側は市境を越えて小金井市に跨がる。管理事務所および正門は、敷地の南東端にある。北側で都道14号（東八道路）と接しており、南側は正門から南に向かって多磨霊園南参道（市道）が伸び、都道110号（人見街道）および国道20号（甲州街道）と連絡する。また、敷地北側は東八道路を挟んで府中運転免許試験場および武蔵野公園に面し、南西に浅間山通り（市道）を挟んで浅間山公園に面する。
園内の各墓標は「区」「種」「側」「番」により特定される。墓域は1区から26区までの「区」に分けられており、正門付近を1区、その西隣を2区として、千鳥式坪並で番号が振られている。ただし、1939年に拡張された区域（22区以降）については、北から順番に付番されている。各区内には「種」があり、概ね園内道路に面した部分が1種、それ以外が2種となるほか、7区にのみ特種が存在する（名誉霊域）。更に墓標の並びをそれぞれ「側」とし、墓標のひとつを「番」として区別する。
門は正門、東門、小金井門（敷地北西側）、北門、西門があるほか、後述するバス通りやその他歩行者用出入口からも出入可能である。園内路は基本的に開園時間であれば車両通行可能で、来園の際も園内の任意の場所に駐車できる。ただし、園外から自動車の出入が可能なのは、正門と小金井門、およびバス通りと大廻りの交差点に限られる。一部交差点はラウンドアバウトになっている。
園内の道路名称は、以下の通り。公道はバス通りのみである。
- 大廻り東通り、大廻り西通り - 園内を周回する道路。北側は小金井門通りを境に、南側は正門ロータリーを境に東西で名称が分かれる。後述の1号通りより南側、4号通りより北側を通る。園内の車両通行路としては、大廻り東通りが最東端にあたる。
- みたま堂・壁墓地通り - 正門ロータリーから13区を斜め方向に結ぶ道路。北西端（大廻り西通りと西3号通りの交差点）付近に壁墓地、南東端（正門前）付近にみたま堂がある。
- 東1号～4号通り、西1号～4号通り - 東西方向の道路。最も南にあるのが1号通りで、バス通りを境に東西で名称が分かれる。東/西2号通りが東門と西門を結ぶ。西3号通りの壁墓地付近は、しだれ桜並木になっている。
- 名誉霊域通り - 正門から北に向かって延びる道路。沿道に名誉霊域（7区特種）があり、北側は忠霊塔で終点となる。
- バス通り - 園内を南北に貫く公道で、東八道路と敷地南沿の市道を結ぶ。全区間に渡って京王バスの路線が通っており、1号通りとの交差点に「霊園南七号地」バス停、3号通りとの交差点に「霊園中央二十号地」バス停がある[7]。
- 公園通り - バス通りと大廻り西通りの間を南北に通る道路。西2号通りとみたま堂・壁墓地通りとの交差点（5区）に公園がある。
- 壁墓地通り - 大廻り西通りの西側を南北に通る道路。西3号通りとの交差点付近に壁墓地（13区）がある。北門に接する。
- せんげんやま通り - 西1号通りとの交差点（25区・浅間山）から北進、北門付近で壁墓地通りと交差後東進し、小金井門付近の大廻り西通りの交差部で終点となる道路。
- 小金井門通り - 小金井門から14区を斜め方向に結ぶ道路。

## 埋葬されている著名人等

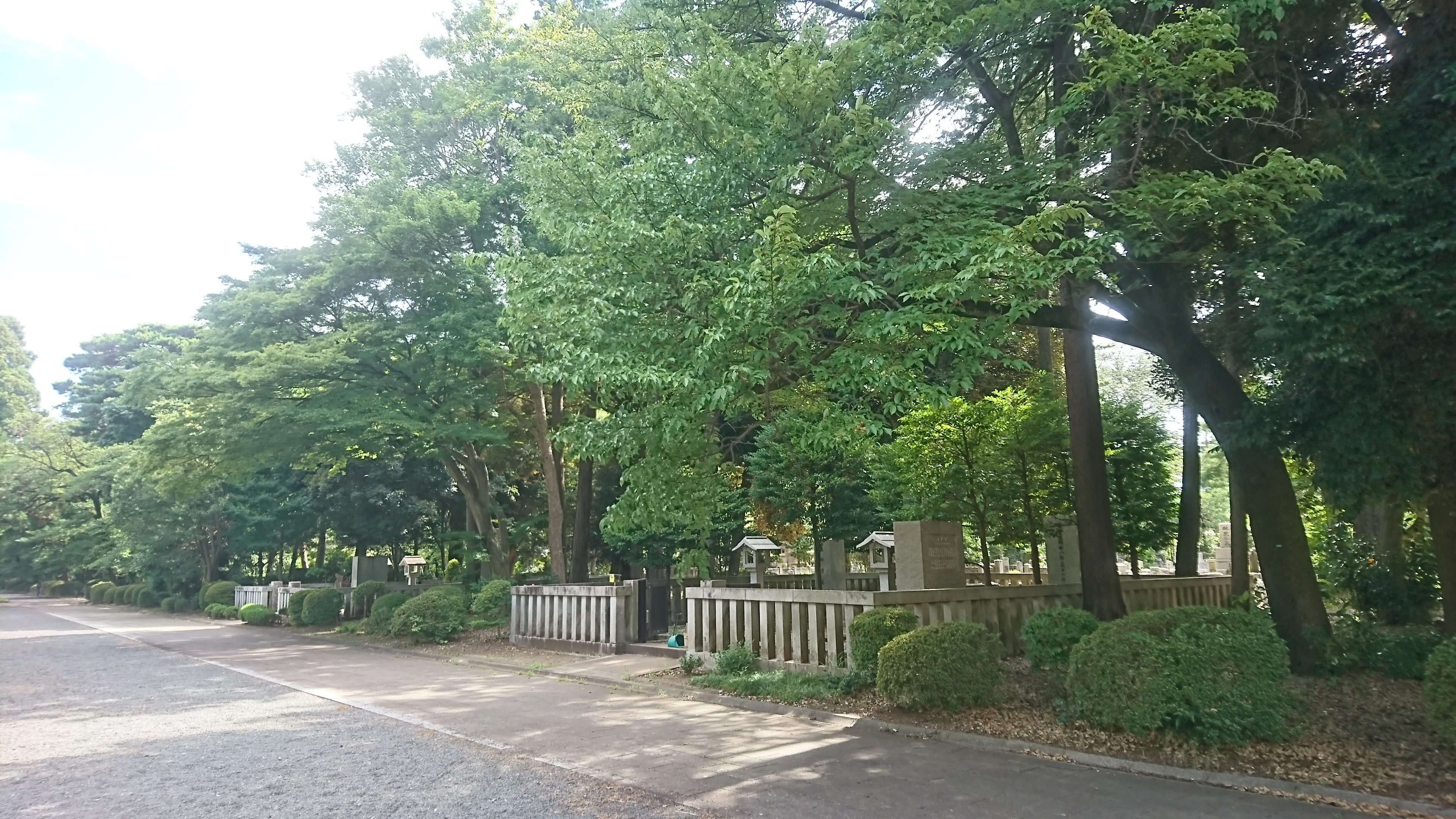
東郷平八郎、山本五十六、古賀峯一の墓がある名誉霊域

埋葬者の絶対数が多いため、先述のとおり著名人の埋葬者も多い。東郷平八郎・山本五十六・古賀峯一の3名（共に元帥海軍大将・連合艦隊司令長官）は名誉霊域（7区 特種）に埋葬されている。
以下の「区・種・側・番」は、墓所の詳細な位置を示している。

### あ行
- 青木達之（音楽家） 8区 1種 14側
- 赤塚自得（蒔絵師） 11区 1種 25側 28番
- 浅沼稲次郎（政治家） 18区 1種 3側 12番
- 東龍太郎（医学者・官僚・東京都知事） 16区 1種 13側 17番
- 麻生良方（政治家） 9区 1種 13側
- 阿南惟幾（陸軍大将） 13区 1種 25側 5番
- 阿南惟正（実業家） 13区 1種 25側 5番
- アブデュルレシト・イブラヒム（タタール人ウラマー・ジャーナリスト） 外国人区 1種 別後側
- 阿部眞之助（評論家） 20区 1種 52側 14番
- 天野為之（経済学者・政治家） 9区 1種 9側 1番
- 鮎川義介（実業家・政治家） 10区 1種 7側 1番
- 有島武郎（小説家） 10区 1種 3側 10番
- 有田八郎（外交官・政治家） 9区 1種 1側 2番
- 李垠（李王家供養塔） 22区 1種 6の2側
- 石井照久（法学者） 21区 1種 7側
- 石井筆子（教育者・社会事業家） 8区 2種 13側 1番
- 石井亮一（教育者・社会事業家） 8区 2種 13側 1番
- 石坂泰三（財界人・第2代経済団体連合会会長） 13区 1種 1側 9番
- 石坂洋次郎（小説家） 21区 1種 1側 1番
- 石橋幹一郎（実業家） 9区 1種 7側 2番
- 石橋正二郎（実業家） 9区 1種 7側 2番
- 石原吉郎（詩人）11区 1種 16側 17番
- 石渡荘太郎（政治家） 11区 1種 10側 2番
- 一戸兵衛（陸軍軍人） 7区 1種 13側 9番
- 伊藤真乗（宗教家） 22区 1種 27側 5番
- 井上成美（海軍大将） 21区 1種 3側 18番
- 井下清（造園家） 8区 1種 18側 18番
- 井深大（実業家） 17区 1種 8側 7番
- 入江たか子（女優） 13区 1種 45側 20番
- 岩崎俊弥（実業家） 3区 1種 15側 56番
- 巖谷小波（児童文学者・俳人） 12区 1種 2側 18番
- 岩谷莫哀（歌人） 2区 1種 2側 19番
- 上杉慎吉（憲法学者） 3区 1種 3側 9番
- 上田貞次郎（経済学者） 19区 1種 10側 3番
- 上原謙（俳優） 2区 2種 11側 2番
- 植村環（宗教家） 1区 1種 1側 8番
- 植村正久（宗教家） 1区 1種 1側 8番
- 宇垣一成（陸軍大将） 1区 1種 1側 8番、6区 1種 12側 1番
- 内田康哉（外交官・政治家） 11区 1種 1側 6番
- 内田魯庵（小説家） 12区 2種 1側 1番
- 内村鑑三（宗教家） 8区 1種 16側 29番
- 梅原龍三郎（洋画家） 5区 1種 7側 43番
- 海野十三（小説家） 4区 1種 25側
- 江戸川乱歩（小説家） 26区 1種 17側 6番
- 海老名弾正（宗教家） 12区 1種 7側 18番
- 大内兵衛（経済学者） 6区 1種 11側 11番
- 大岡昇平（小説家） 7区 2種 13側 22番
- 大川博（実業家） 15区 1種 2側 14番
- 大賀一郎（植物学者） 20区 1種 33側 15番
- 大久保一翁（政治家・東京府知事） 11区 1種 2側 3番
- 大下宇陀児（小説家） 18区 1種 12側
- 太田耕造（政治家） 22区 1種 44側 17番
- 大辻司郎（漫談家）[注釈 4]  20区 1種 20側 1番
- 大妻コタカ（教育者） 6区 1種 12側 2番
- 大平正芳（政治家・第68・69代内閣総理大臣） 9区 1種 1側 15番
- 小笠原長幹（貴族院伯爵議員） 2区 1種 4側 11番
- 岡田啓介（海軍大将・第31代内閣総理大臣） 9区 1種 9側 3番
- 岡田忠彦（政治家・衆議院議長） 15区 1種 1側
- 岡田嘉子（女優） 6区 1種 7側 53番
- 尾形藤吉（騎手・調教師） 10区 1種 10側
- 岡本一平（漫画家） 16区 1種 17側 3番
- 岡本かの子（小説家） 16区 1種 17側 3番
- 岡本太郎（画家） 16区 1種 17側 3番
- 小熊秀雄（詩人） 24区 1種 68側 32番
- 尾崎秀実（評論家・ジャーナリスト、ゾルゲ事件首謀者の1人） 10区 1種 13側 5番
- 小山内薫（劇作家・演出家・批評家） 5区 1種 1側 37番
- 音羽正彦（海軍少佐・朝香宮鳩彦王の第2皇子） 7区 1種 1側
- 尾上柴舟（詩人） 6区 1種 16側 23番

### か行
- 貝谷八百子（バレエダンサー） 21区 1種 10側 8-2番
- 賀川豊彦（宗教家） 3区 1種 24側 15番
- 加倉井秋を（昭夫）（俳人・建築家） 26区 1種 37側
- 加倉井和夫（日本画家） 26区 1種 37側
- 加藤建夫（陸軍少将） 20区 1種 12側 19番
- 加藤繁（東洋史学者）24区 1種 1側
- 加藤雄策（実業家・馬主） 22区 1種 102側
- 狩野亨吉（教育者） 8区 1種 13側 21番
- 上司小剣（小説家） 4区 1種 57側 35番
- 亀井勝一郎（文芸評論家） 20区 1種 22側 13番
- 賀屋興宣（大蔵官僚、政治家） 9区 1種 1側 8-2番
- 川合玉堂（日本画家） 2区 1種 13側 8番
- 河田景与　河田佐久馬（政治家） 11区 1種 12側
- 川田晴久（俳優・歌手） 10区 1種 13側 8-1番
- 川路柳虹（詩人） 10区 1種 14側 12番
- 神田乃武（英語学者） 2区 1種 2側 10番
- 樺美智子（学生運動家） 21区 2種 32側 14番
- 木内信夫（イラストレーター）14区 2種 30側 29番
- 木々高太郎（大脳生理学者・小説家） 10区 1種 6側 3番
- 菊池寛（小説家） 14区 1種 6側 1番
- 菊池幸作（実業家） 24区 1種 43側 14番
- 岸田今日子（女優・声優・童話作家） 18区 1種 10側 1番
- 岸田國士（劇作家） 18区 1種 10側 1番
- 岸田劉生（洋画家） 12区 1種 11側 11番
- 北原白秋（詩人） 10区 1種 2側 6番
- 木下杢太郎（医学者・詩人） 16区 1種 12側 3番
- 木村駿吉（海軍軍属・無線通信技師） 7区 1種 5側 3番
- 木村栄（天文学者） 23区 1種 22側 7番
- 金田一春彦（言語学者） 9区 2種 7側 29番
- 楠山正雄（児童文学者） 3区 1種 32側 17番
- 久保天随（中国文学者） 11区 1種 3側 3番
- 久和ひとみ（ニュースキャスター） 23区 1種 29側 6番
- 倉田百三（劇作家） 23区 1種 26側 2番
- 呉建（内科学者） 21区 1種 25側 1番
- 呉秀三（医学者） 5区 1種 1側 9番
- 小泉信三（経済学者・慶應義塾塾長） 3区 1種 17側 3番
- 古賀峯一（元帥海軍大将・連合艦隊司令長官） 7区 特種 1側 3番
- 小坂一也 （俳優・歌手） 21区 2種 61側 10番
- 児玉源太郎（陸軍大将） 8区 1種 17側 1番
- 小橋一太（政治家） 16区 1種 2側 2番
- 小堀鞆音（日本画家） 7区 2種 7側 1番
- 小室翠雲（日本画家） 22区 1種 2側 7番

### さ行
- 西園寺公望（政治家・第12・14代内閣総理大臣） 8区 1種 1側 16番
- 西郷従道（元帥海軍大将） 10区 1種 1側 1番
- 斎藤秀三郎（英語学者） 2区 1種 4側 4番
- 斎藤実（海軍大将・第30代内閣総理大臣） 7区 1種 2側 16番
- 桜井センリ（タレント・俳優・ピアニスト）18区 1種 55側 29番
- 笹井醇一（海軍少佐） 18区 1種 17側
- 下村観山（日本画家） 3区 1種 9側 5番
- 下山定則（初代国鉄総裁） 21区 1種 16側 6番
- ジョージ川口　川口譲治（ジャズドラマー） 9区 2種 32側 8番
- 白井勇（政治家） 26区 1種 39側
- 正田建次郎（数学者） 15区 1種 1側 23番
- 正田貞一郎（実業家） 15区 1種 1側 23番
- 新海竹太郎（彫刻家） 3区 1種 34側 9番
- 進士織平（昆虫学者） 4区 1種 57側
- 新明正道（社会学者） 8区 1種 18側
- 杉本栄一（経済学者） 6区 1種 13側
- 杉山元（元帥陸軍大将） 15区 1種 3側 11番
- 鈴木梅太郎（農芸化学者） 10区 1種 7側 8番
- ヴィクトル・スタルヒン　須田博（プロ野球選手） 外国人区 1種 2側
- リヒャルト・ゾルゲ（ソ連軍スパイ） 17区 1種 21側 16番

### た行
- 高岡直吉（鹿児島県知事、島根県知事、宮崎県知事、初代札幌市長） 21区 1種 5側
- 高木貞治（数学者） 24区 1種 61側 18番
- 高橋是清（政治家・第20代内閣総理大臣） 8区 1種 2側 16番
- 高橋政知（実業家） 6区 1種 8側
- 高平小五郎（外交官・政治家） 3区 1種 24側 7番
- 田河水泡（漫画家） 24区 1種 22側 52番
- 田澤義鋪（政治家・思想家） 13区 1種 23側 49番
- 田中義一（陸軍大将・第26代内閣総理大臣） 6区 1種 16側 14番
- 田中親美（日本美術研究家・日本画家・書家）8区 1種 1側 2番
- 田中好子 (女優・歌手)　　※秘匿
- 谷啓（タレント・俳優・トロンボーン奏者）13区 1種 43側 23番
- 田宮虎彦（小説家） 26区 1種 32側 13番
- 田山花袋（小説家） 12区 2種 31側 24番
- 丹波哲郎 （俳優・芸能プロモーター・心霊研究家） 9区 1種 13側
- 長三洲（漢学者） 12区 1種 17側 22番
- 塚本靖（建築家） 12区 1種 10側 1番
- ディック・ミネ　三根徳一（歌手・俳優） 11区 1種 14側 17番
- 寺崎英成（外交官） 17区 1種 11側 17番
- 田健治郎（官僚・政治家） 2区 1種 6側 6番
- 東郷平八郎（元帥海軍大将） 7区 特種 1側 1番
- 東野英治郎（俳優） 26区 1種 34側 3番
- 東野英心 （俳優） 26区 1種 34側 3番
- 戸川秋骨（英文学者） 21区 1種 24側 16番
- 徳川夢声（漫談家） 2区 1種 7側 48番
- 徳大寺公弘 （公卿） 8区 1種 1側 1番
- 徳大寺実則 （公卿・官僚） 8区 1種 1側 1番
- 徳田球一（政治家） 19区 1種 31側 2番
- 徳富蘇峰（ジャーナリスト） 6区 1種 8側 13番
- 徳永直（小説家） 19区 1種 24側 17番
- 徳永恕（幼児教育者・社会事業家） 23区 1種 60側
- 床次竹二郎（官僚・政治家） 12区 1種 17側 18番
- 戸坂潤（哲学者） 25区 1種 18側 32番
- 朝永振一郎（物理学者） 22区 1種 38側 5番

### な行
- 中島敦（小説家） 16区 2種 33側 11番
- 中島知久平（実業家・政治家） 9区 1種 2側 3番
- 中野正剛（ジャーナリスト・政治家） 12区 1種 1側 2番
- 中部謙吉（実業家） 7区 1種 15側 15番
- 中村歌右衛門 (5代目)（歌舞伎役者） 2区 1種 13側 5番
- 中村翫右衛門 (3代目)（歌舞伎役者） 25区 1種 49側
- 中村梅之助 (4代目)（歌舞伎役者） 25区 1種 49側
- 中村元 (哲学者)　9区 1種 17側
- 中村不折（洋画家） 3区 1種 15側 10番
- 中村武羅夫（小説家） 22区2種26側15番 →千葉県内に改葬
- 中山晋平（作曲家） 21区 1種 6側 3番
- 永田錦心 （琵琶演奏家） 2区 1種 13側 10番
- 夏目雅子 （女優）　　※秘匿
- 南原繁（政治学者・東京帝国大学総長） 3区 2種 11側 2番
- 仁科芳雄（物理学者） 22区 1種 38側 5番
- 西村晃 （俳優、声優） 12区 2種 37側 23番
- 新渡戸稲造（農学者・東京女子大学学長） 7区 1種 5側 11番
- 二宮邦次郎（教育者、宗教家） 3区 1種 29側 2番
- 根津嘉一郎 (初代)（政治家・実業家） 15区 1種 2側 10番
- 野口幽香（幼児教育者・社会事業家） 23区 1種 60側
- 野村胡堂（小説家） 13区 1種 1側 3番

### は行
- 橋本増治郎（技術者・実業家） 20区 1種 36側
- 長谷川町子（漫画家） 10区 1種 4側 3-1番
- 長谷部照俉（陸軍少将）19区 1種 13側
- 畑英太郎（陸軍大将） 6区 1種 16側 3番
- 服部正（作曲家・指揮者） 22区 1種 27側 13番
- 馬場鍈一（官僚・政治家） 10区 1種 7側 12番
- 馬場のぼる（漫画家・絵本作家） 20区 1種 22側 24番
- 浜口庫之助（作曲家） 3区 1種 5側 10番
- 林銑十郎（陸軍大将・第33代内閣総理大臣） 16区 1種 3側 5番
- 平岡梓（官僚）
- 平岡定太郎（官僚・福島県知事）
- 平賀譲（海軍中将・工学者・東京帝国大学総長） 23区 1種 2側 15番
- 平櫛田中（彫刻家） 16区 1種 5側
- 平沼騏一郎（官僚・第35代内閣総理大臣） 10区 1種 1側 15番
- 平福百穂（日本画家） 5区 1種 10側 15番
- 平山修次郎（昆虫学者） 21区 1種 2側
- 福田徳三（経済学者） 5区 1種 1側 6番
- 藤田豊八（東洋史学者） 3区 1種 34側 2番
- 藤山雷太（実業家） 11区 1種 2側 2番
- 藤原咲平（気象学者） 18区 2種 85側 17番
- 舟橋聖一（小説家） 3区 2種 6側 3番
- 文野朋子（女優） 22区 1種 10側 10番
- 細野正文（鉄道官僚） 10区 1種 18側 81番
- 堀辰雄（小説家） 12区 1種 3側 29番

### ま行
- 前田多門（政治家） 16区 1種 3側 7番
- 前田夕暮（歌人） 12区 1種 10側 21番
- 牧野虎雄（洋画家） 7区 2種 5側 1番
- 正宗白鳥（小説家） 24区 1種 8側 20番
- 松岡映丘（日本画家） 10区 1種 13側 19番
- 松田竹千代（政治家・衆議院議長） 20区 1種 10側
- 松平康隆（バレーボール監督） 2区 1種 9側
- 三島由紀夫（小説家）
- 満谷国四郎（洋画家） 21区 2種 19側 12番
- 水上瀧太郎（小説家） 5区 1種 16側 6番
- 箕作阮甫（津山藩士・蘭学者） 14区 1種 2側 2番
- 箕作省吾（地理学者） 14区 1種 2側 2番
- 箕作祥一（日大教授） 14区 1種 2側 2番
- 箕作麟祥（法学者） 14区 1種 2側 2番
- 南薫造（洋画家） 7区 1種 15側 26番
- 美濃部達吉（憲法学者） 25区 1種 24側 1番
- 美濃部亮吉（経済学者・政治家・東京都知事） 25区 1種 24側 1番
- 三宅やす子（作家・評論家） 8区 1種 16側 34番
- 三好十郎（劇作家） 18区 1種 36側 22番
- 三好学（植物学者） 8区 1種 10側 26-2番
- 向田邦子（脚本家、エッセイリスト、小説家） 12区 1種 29側 52番
- 牟田悌三（俳優・社会福祉活動家）  12区 1種 10側
- 望月圭介（政治家） 6区 1種 16側 12番
- 望月優子（女優・政治家） 23区 1種 42側 4番
- 森有正（哲学者） 3区 1種 9側
- 森槐南（漢詩人） 14区 1種 3側 3番
- 守田勘彌 (初代～14代)（歌舞伎俳優） 1区 1種 6側 8番

### や行
- 矢嶋楫子（教育者・社会事業家） 3区 1種 1側 20番
- 安井誠一郎（政治家・東京都知事） 2区 1種 2側 37番
- 安井てつ（東京女子大学学長） 15区 1種 10側 7番
- 矢内原忠雄（経済学者・東京大学総長） 2区 2種 1側 19番
- 山崎直方（地理学者） 6区 1種 2側 10番
- 山下奉文（陸軍大将） 16区 1種 8側 6番
- 山田淳（DJ・音楽プロデューサー）11区 1種 18側
- 山田康雄（声優・俳優） 21区 1種 14側 19番
- 山之内秀一郎（経営者）
- 山室軍平（宗教家） 15区 1種 11側 1番
- 山本五十六（元帥海軍大将・連合艦隊司令長官） 7区 特種 1側 2番
- 横井時敬（東京農業大学初代学長） 6区 1種 12側 12番
- 横井英樹（実業家） 9区 1種 4側 3番
- 横河一郎（実業家） 9区 1種 4側 4番
- 横河民輔（建築家・実業家） 9区 1種 4側 4番
- 横光利一（小説家） 4区 1種 39側 16番
- 与謝野鉄幹（歌人） 11区 1種 10側 14番
- 与謝野晶子（歌人） 11区 1種 10側 14番
- 吉岡彌生（医師・日本女医学校校長） 8区 1種 7側 9番
- 吉川英治（小説家） 20区 1種 51側 5番
- 吉阪俊蔵（官僚） 2区 1種 6側
- 吉阪隆正（建築家） 2区 1種 6側
- 吉田絃二郎（小説家） 14区 1種 1側 6番
- 吉野作造（政治学者） 8区 1種 13側 18番

### ら行
- ラース・ビハーリー・ボース（インド独立運動家） 1区 1種 6側 12番
- 龍粛（歴史学者） 7区 1種 6側
- ロイ・ジェームス（タレント・俳優） 外国人区 1種 別中側

### わ行
- 渡辺義介（実業家・日本製鐵社長） 20区 1種 14側 1番
- 渡辺錠太郎（陸軍大将・陸軍教育総監） 12区 1種 10側 15番
- 渡辺和子（修道女・教育者） 12区 1種 10側 15番

## 所在地・交通
- 多磨駅（西武多摩川線）が当園の最寄駅である。多磨駅西口から当園まで徒歩500m程だが、途中の道路は歩道が整備されていない。
- 京王バス「武85」「武95」が、多磨霊園駅 - 多磨霊園表門 - 多磨霊園裏門 - 武蔵小金井駅南口の経路で運行しており、当園内を通過する。約20分間隔で運行。
  - 多磨霊園駅（京王線）から武蔵小金井駅南口行きに乗車し「多磨霊園表門」「霊園南七号地」「霊園中央二十号地」「小金井リハビリテーション病院前」のいずれかで下車。「磨01」多磨町行きも利用可能。
  - 武蔵小金井駅（JR中央線）の南口から多磨霊園駅行きに乗車し「多磨霊園裏門」「小金井リハビリテーション病院前」のいずれかで下車。多磨霊園表門方面へも利用可能だが、経路の都合で大幅な遠回りとなる。
- タクシーを利用する場合、表門まで多磨霊園駅から約1.8キロ、武蔵境駅南口から約5キロ、武蔵小金井駅南口から約4キロ。東小金井駅から（約3キロ）も利用可能だが、9時～15時以外は途中の道路が車両通行止めとなるため、要注意。
- 中央自動車道を利用する場合、高井戸方面からは調布インターチェンジより甲州街道・多磨霊園南参道。八王子方面からは府中スマートインターチェンジより9中通り・多摩霊園南参道。